# Готфрид III фон Арнсберг-Хайдек
Готфрид III фон Арнсберг-Хайдек (на немски: Gottfried III, Herr von Arnsberg-Heideck; † 1331) e господар на Арнсберг-Хайдек.

## Произход
Той е син на Марквард I фон Арнсберг-Хайдек († 9 юни 1278) и първата му съпруга Хадвиг фон Хоенбург-Фобург († 8 юни 1265), дъщеря на маркграф Диполд VII фон Хоенбург († 1225) и Матилда фон Васербург († сл. 1237), дъщеря на граф Дитрих III фон Васербург († 1206) и Хайлика I фон Вителсбах († 1200). Внук е на Готфрид II фон Арнсберг-Хайдек († сл. 1235) и Хедвиг. Правнук е на Готфрид I фон Арнсберг († 1189) и на фон Танбрун.
Баща му се жени втори път за София фон Цолерн-Нюрнберг († сл. 16 юни 1276), дъщеря на бургграф Конрад I фон Цолерн-Нюрнберг († 1261) и Аделхайд фон Фронтенхаузен († 1245), дъщеря на Хайнрих III граф на Фронтенхаузен, и според друг източник той е от този брак.

## Фамилия
Готфрид III фон Арнсберг-Хайдек се жени пр. 13 септември 1280 г. за Кунигунда фон Дорнберг († пр. 1292/ок. 18 ноември 1336), дъщеря на фогт Волфрам IV фон Дорнберг († 1288) и Рихенца фон Ортенберг († 1309), дъщеря на граф Хайнрих I фон Ортенбург († 1241) и Рихенца фон Хоенбург († 1266). Те имат децата:
- Конрад фон Хайдек († 16 септември 1357), рицар
- Хадебранд фон Хайдек († 25 октомври 1367)
- Фридрих I фон Хайдек († ок. 3 август 1374), женен I. за Беатрикс,II. пр. 30 април 1322 г. за Аделхайд фон Хенеберг-Ашах († пр. 14 юни 1369)
- Марквард фон Хайдек († 9 май 1355), женен за Демуд
- Ото фон Хайдек († сл. 1358)
- Елизабет фон Хайдек († 5 март сл. 1327)
- Хайнрих фон Хайдек († сл. 15 февруари 1377)
- Волфрам фон Хайдек († сл. 1325)
- Анна фон Хайдек († сл. 1363)